# رونی بورچرز
رونی بورچرز (انگلیسی: Ronny Borchers) (۱۰ اوت ۱۹۵۷ – ۱۸ اوت ۲۰۲۴) بازیکن فوتبال اهل آلمان بود.
از باشگاه‌هایی که در آنها سابقه بازی داشته است می‌توان به باشگاه فوتبال گراس‌هاپر زوریخ، باشگاه فوتبال اف‌اس‌وی فرانکفورت، باشگاه فوتبال آرمینیا بیله‌فلد، باشگاه فوتبال کیکرز اوفنباخ، و باشگاه فوتبال آینتراخت فرانکفورت اشاره کرد.
وی همچنین در تیم ملی فوتبال آلمان حضور داشته است.